# Alsószenterzsébet
Alsószenterzsébet è un comune dell'Ungheria di 92 abitanti (dati 2001). È situato nella contea di Zala.